# Балабанова къща
Балабановата къща, позната също като Къщата на хаджи Панайот Лампша, е музейна къща в Пловдив, на територията на Архитектурно-исторически резерват „Старинен Пловдив“.
Намира се между улиците „4 януари“, „Д-р Стоилов“ и „Антраник“. Днес къщата се използва като музей, културен център за изложби, театрални постановки и концерти.

## История
Балабановата къща е построена в началото на XIX век от хаджи Панайот Лампша – българин, родом от Пловдив, богат търговец и лихвар, член на кафтанджийския еснаф. Според Любен Каравелов хаджи Панайот е сред най-именитите пловдивски търговци от средата на XIX век.
В началото на XX век неин собственик е търговецът Лука Балабанов, а от фамилното му име идва името на къщата.
Балабановата къща е съборена до основи през 1930-те години. През 1971 г. е проектирано пълното възстановяване на къщата, на същото място, където е съществувала до събарянето ѝ. Проектирането е изпълнено въз основа на книга „Пловдивската къща“ на арх. Христо Пеев.

## Описание
Сградата е със застроена площ от 546 m², обхваща обем от 4723 куб.м. Балабановата къща е възрожденска сграда със симетричен план на втория етаж. Построена е по подобие на къщи от крайбрежието на Босфора в околностите на Цариград.